# Japanse Tuin (Hasselt)
De Japanse Tuin in Hasselt (België) is een van de grootste Japanse tuinen in Europa, ontworpen door Japanse tuinarchitect Inoue Takuyuki. De tuin is met een oppervlakte van 2,5 hectare de grootste authentieke Japanse tuin in Europa.  Hasselt schonk Itami in november 1991 een beiaardtoren en Hasselt kreeg een Japanse tuin als symbool van vriendschap.
De Japanse tuin ligt tussen de binnenstad, de Grote Ring (R71), het Kapermolenpark en ijsbaan De Schaverdijn. Het Rijksadministratief Centrum en evenementensite Park H liggen in de nabije omgeving van de tuin. In het noorden stroomt de rivier de Demer.

## Geschiedenis
De tuin is het resultaat van de vriendschapsbanden die de steden Itami (prefectuur Hyogo, Japan) en Hasselt sedert 1985 onderhouden. Hasselt schonk Itami in november 1991 een torenbeiaard, en in Hasselt is de Japanse tuin de blijvende, symbolische aanwezigheid. De tuin is op 20 november 1992 ingehuldigd.

## Beschrijving

### Het ceremoniehuis
Het ceremoniehuis 'Korokan' betekent "een plaats van rust en onderkomen voor reizigers", opgetrokken uit natuurlijke materialen (natuursteen, hout, bamboe, klei, papier). Op het dak liggen kleipannen en rode dakleien. De vele ramen bieden een mooi zicht op de tuin.

### Het theehuis
Het theehuis 'Jyushoan' ligt halverwege een aangelegde heuvel. Het pad ernaartoe ligt langs een aangelegd mostapijt. Een belangrijk decoratief element is de Oribe-steenlantaarn. Opvallend is het gesloten karakter: de ramen geven maar een beperkt uitzicht op de tuin en zorgen voor een minimale lichtinval, geconcentreerd op de in de vloer geïnstalleerde vuurhaard. Specifiek voor het theeceremoniehuis is het in de kleiwand aangebrachte ronde venster, voorzien van twijgen en de voor de buitenramen aangebrachte latwerk in bamboe. In het theehuis worden regelmatig theedemonstraties gegeven in de stijl van de Urasenke-school, geleid door theemeester Staf Daems.

### De waterval
Kenmerkend is het horizontale en verticale lijnenspel van de gebruikte rotsen, nog versterkt door de steenpartijen die in het water gelegd een voorgrond vormen.

### Yatsuhashi
De zigzagbrug in de vijver heet Yatsuhashi. Ze is steeds gebruikt in een 'irisvijver'. De iris wordt volgens Japans gebruik in vijvers aangeplant ter herinnering aan een vriend die vertrokken of overleden is.

## Chrysantenfestival
In Japan worden veel plaatsen in oktober gedecoreerd met chrysanten.

In Japan draagt de chrysant een zeer sterke symboliek mee, want ze lijkt op de leven brengende zon en is dus symbool voor lang leven en geluk. Ze is zelfs opgenomen in het keizerlijke wapen, geeft haar naam en beeld aan de hoogst mogelijke ridderorde, de ‘Supreme Order of the Chrysanthemum’ en fungeerde als inspiratie voor de Japanse vlag.

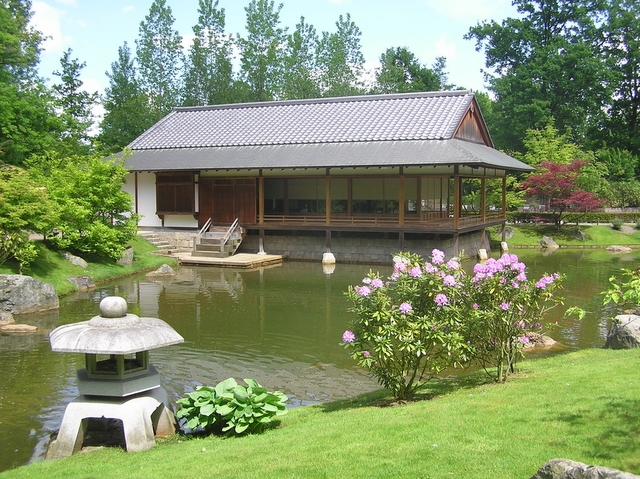
Het Japanse ceremoniehuis is opgetrokken uit natuurlijke materialen; op de voorgrond een steenlantaarn
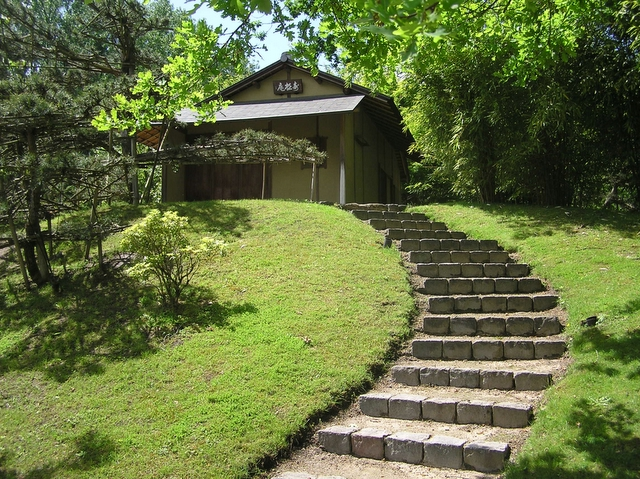
Het traditionele Japanse theehuis
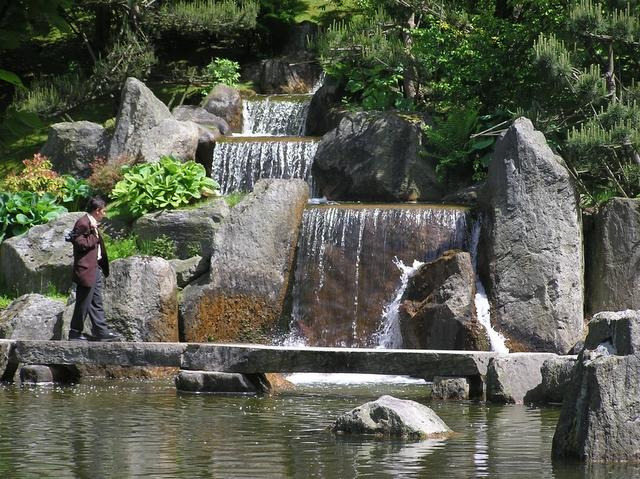
De waterval met verticale lijnen
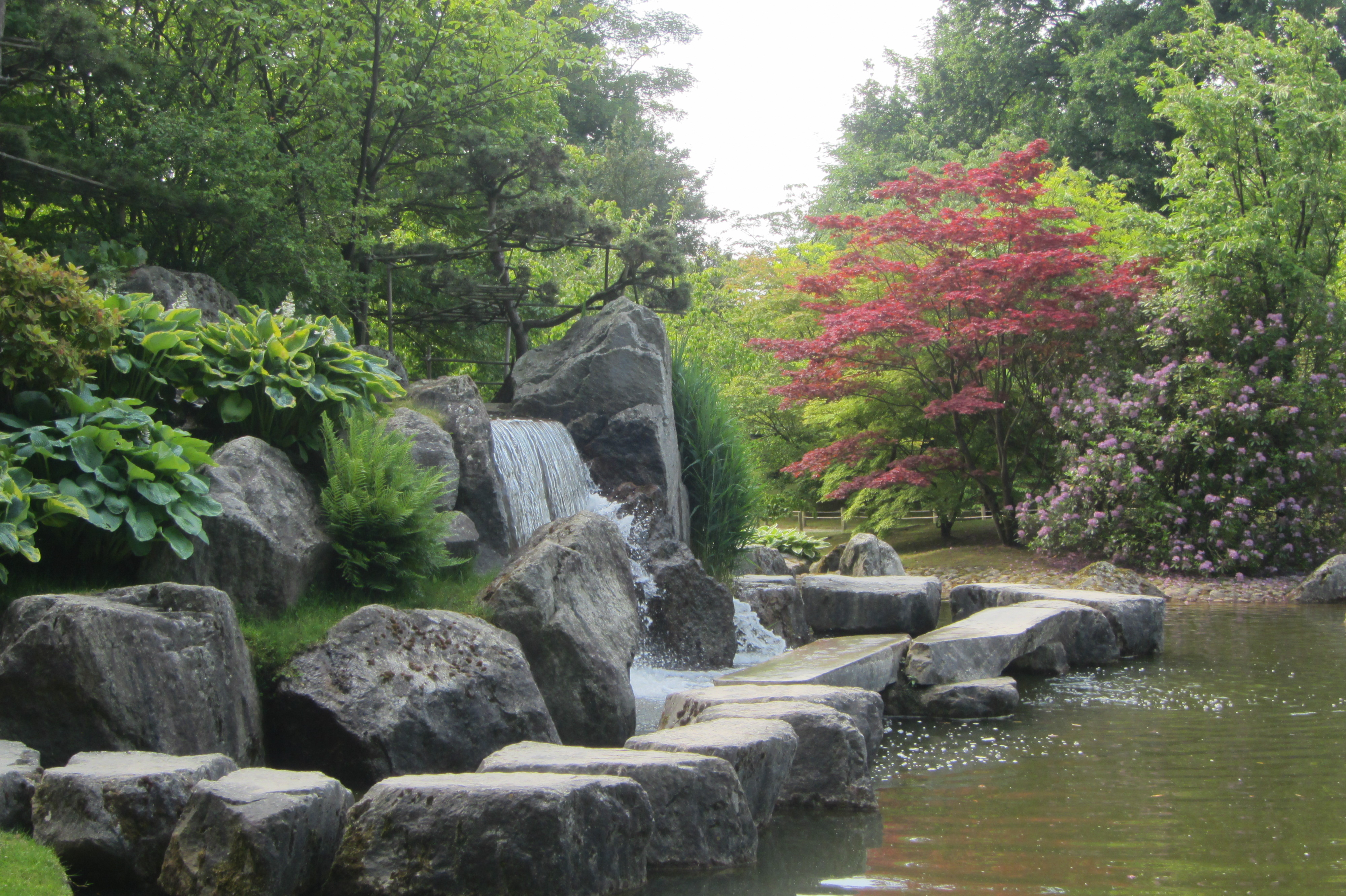
Waterval in Japanse Tuin, Hasselt, België
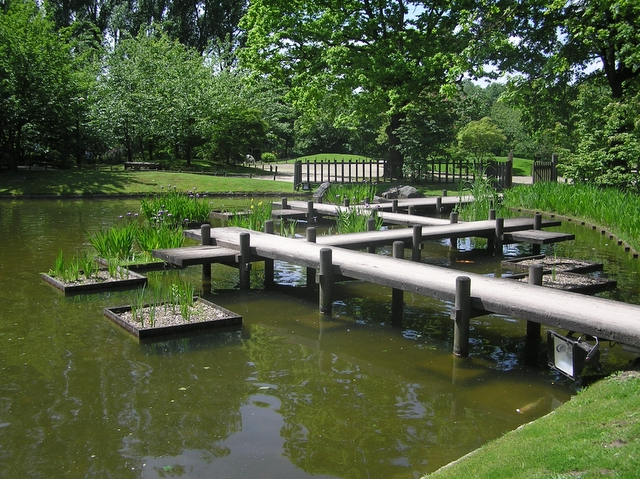
De zigzagbrug leidt langs irisbloemen
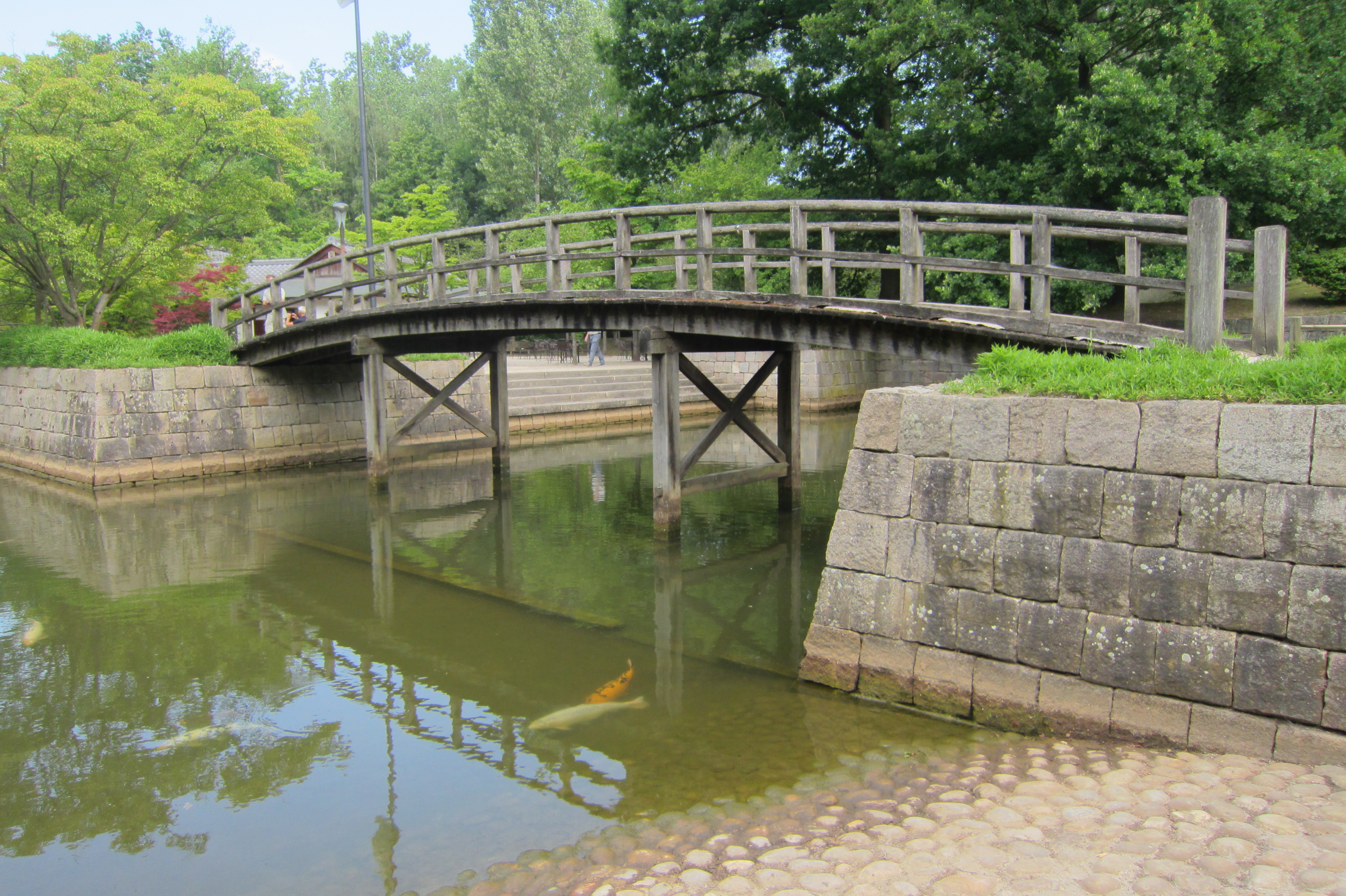
Keienstrand met koivissen in Japanse Tuin Hasselt